# Hnízdní nažina

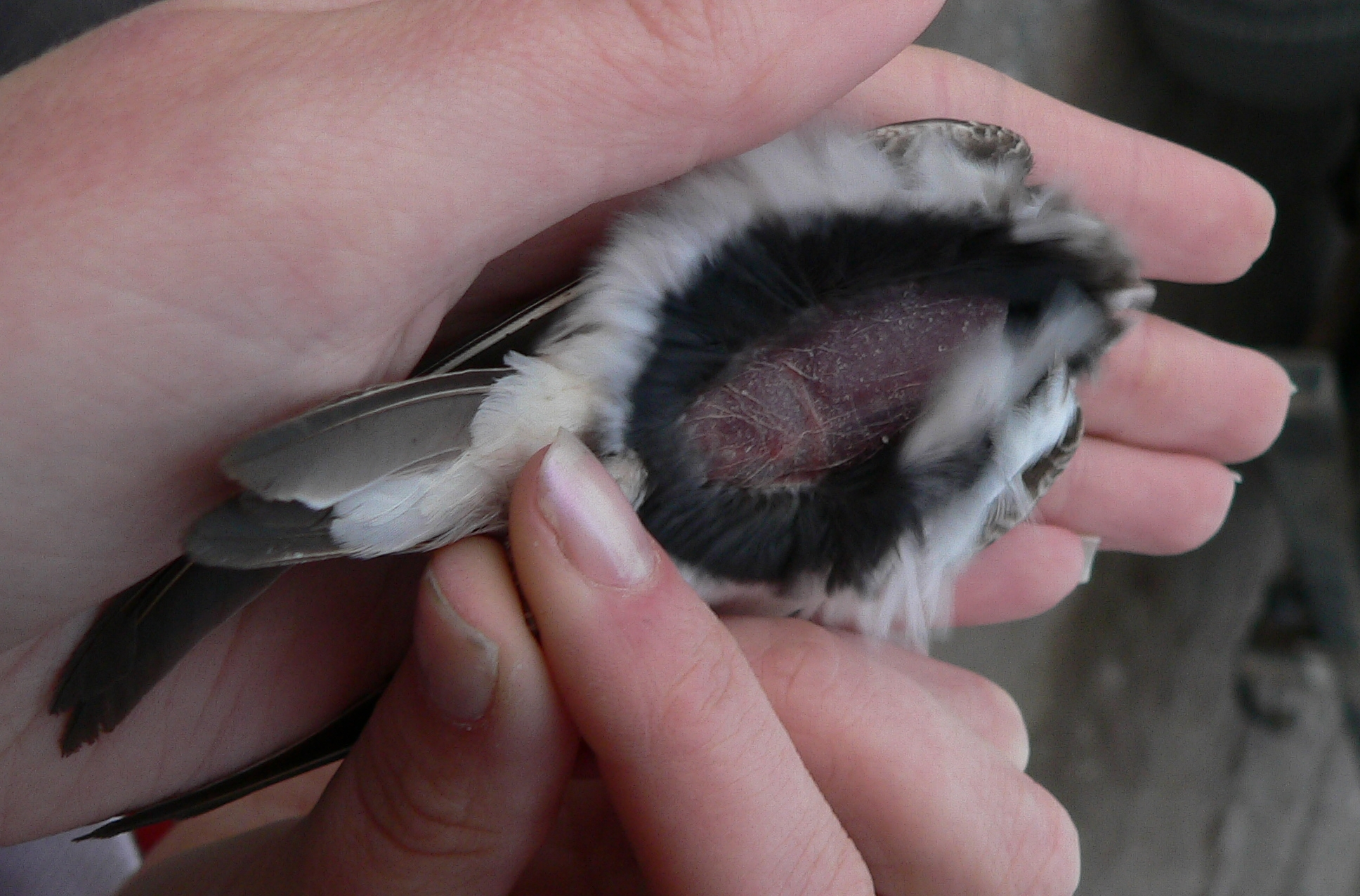
Hnízdní nažina břehule říční

Hnízdní nažina (area incubationis) je oblast holé, silně prokrvené kůže, která se vytváří na spodní části těla většiny ptáků v době hnízdění.

Smyslem hnízdní nažiny je účinný přenos tepla mezi ptačím tělem a vejci v době inkubace. Zvýšený přísun tepla k hnízdní nažině zajišťuje hustá síť cév. Peří ptáků funguje jako výborný izolační materiál, ale bez vývinu hnízdní nažiny by peří bránilo přesunu tepla z inkubujícího ptáka. Pták by nemohl udržet vejce v teple, přičemž teplo bývá pro vývin embrya klíčové.

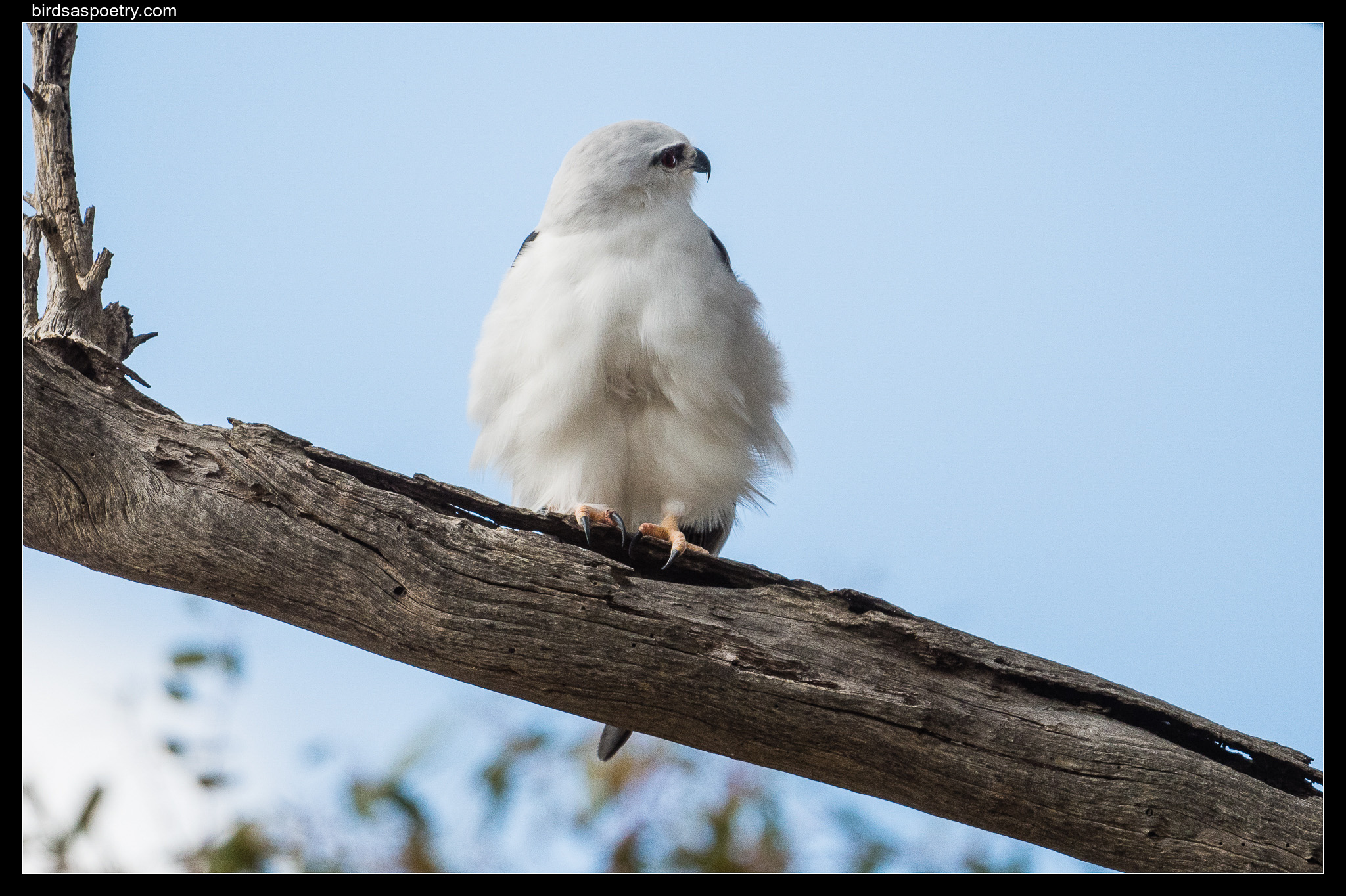
Hnízdní nažina u luněce australského

Ptáci typicky ztrácejí peří v místě hnízdní nažiny před inkubací; po skončení hnízdění peří znovu naroste. Například strnadec zpěvný ztrácí peří na hnízdní nažině 4–6 dní před snesením prvního vejce a znovu se opeří s nárůstem zimního (prostého) šatu. Většině druhů ptáků se tvoří jedna hnízdní nažina, ale některé druhy mohou mít dvě až tři. Zatímco u většiny ptáků dochází k samovolné ztrátě peří, husy a kachny si peří škubou. Vyškubané peří používají k vystlání hnízda. Hnízdní nažiny se vyvíjejí pouze u inkubujících ptáků. Pokud inkubuje pouze jeden z rodičů, u druhého rodiče se hnízdní nažina nevyvíjí.
Ne u všech ptáků dochází k vývinu hnízdní nažiny. Absence hnízdní nažiny dokonce původně byla jedním z definujících morfologických znaků veslonohých ptáků. Řád veslonohých v tradičním pojetí se nicméně později ukázal jako parafyletický a nepřítomnost hnízdní nažiny jako důsledek konvergence. Hnízdní nažina chybí u pelikánovitých, kormoránovitách, anhingovitých, terejovitých, fregatkovitýchy a faetonovitých. Některé druhy kachnovitých a parazitických kukaček také nevyvíjí hnízdní nažinu.

## Vzhled a velikost hnízdní nažiny

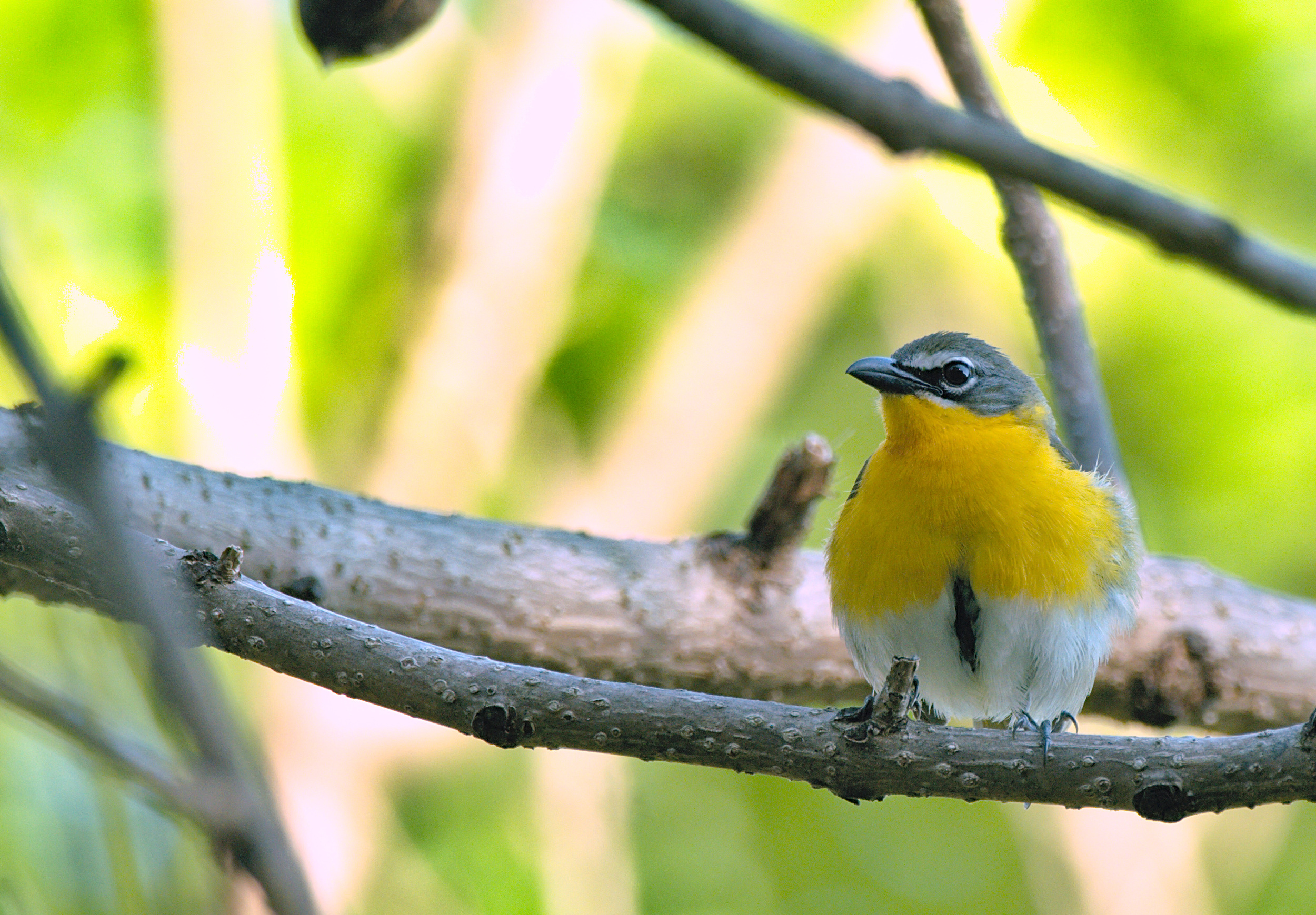
Nažina představující pás tmavé kůže prosvítající skrze světlou spodinu lesňáčka žlutoprsého

Hnízdní nažina se vytváří v době hnízdění u samic všech druhů pěvců žijících na území České republiky a také u samců druhů: pěnice vlašská, pěnice pokřovní, pěnice slavíková a ořešník kropenatý. Vzhled a velikost hnízdní nažiny se během hnízdění mění, zjednodušeně lze proces členit do čtyř stadií:
1. částečná až úplná ztráta prachového opeření v oblasti budoucí hnízdní nažiny;
2. zvýšené prokrvení této oblasti zvětšením krevních cév a vlásečnic; stadia 1–2 nastávají v období snášení vajec (základní, ale ne všeobecně platné schéma);
3. otok nažiny jako následek zmnožení tkáňové tekutiny v podkoží, cévní síť přestává být viditelná (stadium je charakteristické pro zahřívání vajec a malých mláďat neschopných termoregulace);
4. postupný návrat do klidového stavu, kůže je však po předchozích změnách povolenější, svrasklá a holá (stadium začíná zhruba v době opeřování mládat; při vyvádění mládat bývá nažina již ve čtvrtém stadiu).[5]

Plocha, na které se hnízdní nažina vytváří, je ze stran ohraničena oběma větvemi velké břišní pernice, vpředu sáňkami a vzadu opeřením kloaky. I při plně vyvinuté hnízdní nažině (třetí stadium) zůstávají občas úzké pruhy při výše uvedených hranicích pokryté prachovým peřím. O přesném průběhu změn vzhledu hnízdní nažiny v závislosti na inkubaci není dosud mnoho údajů.
Na těle ptáků mohou z různých příčin vznikat i jiná neopeřená místa čili nažiny (apteriae), než je hnízdní nažina.